# Guaicupa
Guaicupa je rijeka u Venezueli. Pritoka je rijeke Orinoco.